# Lamerd
Lāmerd (farsi لامرد) è il capoluogo dello shahrestān di Lamerd, circoscrizione Centrale, nella provincia di Fars. Aveva, nel 2006, una popolazione di 21.365 abitanti. L'industria maggiore è collegata alle importanti riserve di gas naturale della zona: Tabnak, Homa, Shanol e Varavi. Le coltivazioni comprendono grano, tabacco e datteri.